# KK Istrauni Pula
Košarkaški klub "Istrauni" (KK "Istrauni"; KK "Istrauni" Pula; Istrauni Pula; Istrauni Basketball; Istrauni) je muški košarkaški klub iz Pule, Istarska županija, Republika Hrvatska. 

## O klubu
KK "Istrauni" (također i kao "Istrauni Basketball") je osnovan u ljeto 2015. godine u suradnji sa Sveučilištem Jurja Dobrile u Puli. 
U sezonama 2015./16. i 2016./17. "Istrauni" je igrala u "A-2 ligi - Zapad". Reorganizacijom ligaškog natjecanja, u sezoni 2017./18. igraju u "Prvoj muškoj ligi", 
ali potom u ljeto 2018. godine odustaju od nastupa u idućoj sezoni "Prve lige" zbog organizacijskih poteškoća.

## Pregled plasmana
| sezona    | rang lige | liga             | dio lige | poz.     | klubova u ligi | ut       | pob      | por      | koš+     | koš-     | bod      | doigravanje | napomene | izvori   |
| Istrauni  | Istrauni  | Istrauni         | Istrauni | Istrauni | Istrauni       | Istrauni | Istrauni | Istrauni | Istrauni | Istrauni | Istrauni | Istrauni    | Istrauni | Istrauni |
| --------- | --------- | ---------------- | -------- | -------- | -------------- | -------- | -------- | -------- | -------- | -------- | -------- | ----------- | -------- | -------- |
| 2015./16. | II.       | A-2 liga - Zapad |          | 12.      | 12             | 22       | 1        | 21       | 1220     | 1982     | 23       |             |          |          |
| 2016./17. | II.       | A-2 liga - Zapad |          | 3.       | 12             | 22       | 16       | 6        | 1925     | 1717     | 38       |             |          |          |
| 2017./18. | II.       | Prva liga        |          | 5.       | 12             | 22       | 10       | 12       | 1804     | 1867     | 32       |             |          |          |
|           |           |                  |          |          |                |          |          |          |          |          |          |             |          |          |
|           |           |                  |          |          |                |          |          |          |          |          |          |             |          |          |

Rezervna momčad
| sezona      | rang lige   | liga               | dio lige    | poz.        | klubova u ligi | ut          | pob         | por         | koš+        | koš-        | bod         | doigravanje | napomene                      | izvori      |
| Istrauni II | Istrauni II | Istrauni II        | Istrauni II | Istrauni II | Istrauni II    | Istrauni II | Istrauni II | Istrauni II | Istrauni II | Istrauni II | Istrauni II | Istrauni II | Istrauni II                   | Istrauni II |
| ----------- | ----------- | ------------------ | ----------- | ----------- | -------------- | ----------- | ----------- | ----------- | ----------- | ----------- | ----------- | ----------- | ----------------------------- | ----------- |
| 2017./18.   | III.        | Druga liga - Zapad |             |             | (10)           | 15          | 4           | 11          | 1028        | 1163        |             |             | natjecali se van konkurencije |             |
|             |             |                    |             |             |                |             |             |             |             |             |             |             |                               |             |
|             |             |                    |             |             |                |             |             |             |             |             |             |             |                               |             |

## Unutarnje poveznice
- Pula
- KK Istra Pula

## Vanjske poveznice
- basketball.eurobasket.com, KK ISTRAUNI PULA
- glunis.com, Istrauni Basketball[neaktivna poveznica]
- arhiva.hks-cbf.hr, KK Istrauni
- ksiz.hr, Košarkaški savez Istarske županije, Istrauni  Arhivirana inačica izvorne stranice od 18. lipnja 2021. (Wayback Machine)
- basketball.hr, KK Istrauni